# Lijst van Belgische adelsverheffingen 1996
Personen die in 1996 in de Belgische adelstand werden opgenomen of een adellijke titel ontvingen.

## Graaf
- baron Michel Didisheim, titel van graaf voor hemzelf en al zijn nazaten.

## Baron
- André Delvaux, persoonlijke adel en de titel baron
- Pierre Godfroid, erfelijke adel en de titel baron
- Maurice Gysemberg (1927-2001), luitenant-generaal, persoonlijke adel en de titel baron
- Paul Halter, persoonlijke adel en de titel baron
- ridder Benoît Janssens de Bisthoven, de persoonlijke titel baron
- Alexandre Lamfalussy (1929-2015), erfelijke adel en de titel baron
- Michel Lechat (1927-2014), arts, hoogleraar, persoonlijke adel en de titel baron
- François Narmon, persoonlijke adel en de titel baron
- Peter Piot, erfelijke adel en de titel baron
- Max Van der Linden (1922-1999), erfelijke adel en de titel baron
- Herman Van der Wee (1928- ), erfelijke adel en de titel baron
- Jeroom Van de Velde,  erfelijke adel en de titel baron
- Marc Verstraete, erfelijke adel en de titel baron

## Barones
- Patricia Carson, persoonlijke adel en titel barones
- Anne Teresa De Keersmaeker, persoonlijke adel en titel barones

## Ridder
- Henich Apfelbaum (1924-2013), persoonlijke adel met de persoonlijke titel ridder (sinds 2005 persoonlijke titel baron)
- Guy Beckers, erfelijke adel, met de persoonlijke titel ridder
- Frédéric Devreese (1929-2020), persoonlijke adel en de titel ridder
- Godfried Lannoo, erfelijke adel en de persoonlijke titel ridder

## Jonkheer
- Philippe Lodzia-Brodzki (1952- ), erfelijke adel (erkenning)